# Chancery Lane (archäologischer Fundplatz)
Chancery Lane ist einer der bedeutendsten vorkolonialen, archäologischen Fundplätze auf Barbados, einer kaum mehr als 430 km² großen Insel, die unter den karibischen Inseln die isolierteste ist. Dort, an der Südküste der Insel, ließ sich eine mehr als tausendjährige Siedlungskontinuität bis kurz vor der Ankunft der ersten Europäer nachweisen. Die Siedlung wurde auf einem Sandsteinvorsprung oberhalb einer Bucht angelegt. Wahrscheinlich musste sie wegen des vordringenden Sandes und wegen Sturmschäden aufgegeben werden. Heute herrschen dort Salzmarschen vor. 

## Funde und Befunde
Pfostenlöcher erlaubten den Nachweis einer Reihe von Häusern, die eine Siedlung bildeten. An der Fundstätte konnten mehrere Begräbnisse nachgewiesen werden. Die meist Erwachsenen, die dort beigesetzt wurden, fanden sich in natürlichen Hohlräumen im Sandstein.
Abfallhügel belegen den Verzehr von Fisch und Schalentieren; auch wurde dort Maniok verarbeitet, wie entsprechende Grillvorrichtungen erwiesen. 
An tierischer Nahrung standen den Bewohnern vor allem Reisratten, Hunde, nicht näher identifizierbare Schlangen und Tauben zur Verfügung. Ansonsten bot nur das Meer ausreichend Nahrung. Dies hatte zur Folge, dass fast alle vorkolonialen Siedlungen an der Küste der Insel entstanden – wahrscheinlich schon in vorkeramischer Zeit. Die Fauna der Insel war so artenarm, dass ein Leben im Inland kaum möglich war (erst die Fundstätte Greenland belegte auch die Nutzung des Inselinneren, wenn die Stätte auch nur 1,5 km von der Küste entfernt liegt). Durch die Küstenlage sind die Artefakte allerdings auch besonders gefährdet, nämlich durch Erosion und Hebung des Meeresspiegels, aber auch durch Baumaßnahmen.
Die Keramikfunde gehören der Saladoid-Tradition an (über 50 Fundstätten), sie weisen die typischen Zonen mit eingeritzter Kreuzschraffur auf. Auch ließ sich die sogenannte White-on-Red-Ware nachweisen, ebenso wie Caliviny Polychrome. Letztere fand sich auf Barbados auch an den Fundplätzen Sam Lords, Greenland, Peak Bay, Heywoods/Port St. Charles, Silver Sands und Hillcrest (Site A). Hinzu kommen Räuchergefäße. Jüngere Fundstücke gehören bereits der Troumassoid-Tradition an, was auf eine entsprechende Neubesiedlung hinweist, ebenso wie solche aus dem späten Suazoid (ca. 1100–1400).

## Forschungsgeschichte
Erste unsystematische Grabungen setzten in den 1930er Jahren ein. Erste wissenschaftliche Grabungen wurden durch Ripley und Adelaide Bullen 1966 und 1967 durchgeführt, die überhaupt die Ersten waren, die auf der Insel entsprechende Grabungen durchführten. Nach ihnen wurde die Bullen-Chronologie der Keramik benannt.
1985 führte die Barbados Museum & Historical Society eine weitere Grabung durch. Dabei fanden sich in Graben 1 mehrere Begräbnisse, in Graben 2 Troumassoid-Keramik, in Graben 3, der am nächsten an der Küste angelegt wurde, fanden sich Überreste aus allen vorkolonialen Perioden.